# Arkadij Wołodos
Arkadij Wołodos (ros. Аркадий Володось; ur. 24 lutego 1972 w Petersburgu) – rosyjski pianista. Wołodos znany jest z fenomenalnej techniki i wirtuozowskiego repertuaru, w szczególności z wykonań Rachmaninowa, Liszta i transkrypcji nagrań Horowitza.

## Życiorys
Muzyczne kształcenie rozpoczął od nauki śpiewu (w ślad za rodzicami), później studiował w szkole M. Glinki w Capelli i Konserwatorium w St. Perersburgu. Chociaż grał na fortepianie od ósmego roku życia, nie poświęcił się poważnej nauce instrumentu do 1987 roku. Jego formalne studia pianistyczne miały miejsce w Moskiewskim Konserwatorium u Galiny Egizarowej. Wołodos studiował również z Jakiem Rouvierem w Paryskim Konserwatorium oraz w Madrycie w Escuela Superior de Musica Reina Sofia z Dimitrem Baszkirowem.

## Dyskografia

### Transkrypcje
Wołodos został nazywany współczesnym Horowitzem za jego nieskazitelną technikę, interpretacje trudnych utworów i skomplikowane aranżacje. Szczególnym przykładem jest aranżacja Ronda alla Turca Mozarta, w której sparafrazował temat do pozornie niewykonalnego zadania grania melodii razem z kontrapunktem w prawej ręce oraz akordów o dużej rozpiętości i wirtuozowskich pasaży w lewej. Inna znana aranżacja napisana przez Wołodosa to własna aranżacja Polka Italienne – mniej znanego duetu Rachmaninowa – która często jest grana przez niego na bis. Wołodos perfekcyjnie łączy oba – oryginalnie niezależne – głosy w niezwykle szybkim tempie. Znany jest z wskrzeszenia transkrypcji Horowitza Carmen Bizeta, którą Wołodos spisał ze słuchu.

### Nagrania
- Volodos: Piano Transcriptions (1997)
- Volodos, Live at Carnegie Hall (Recorded October 21 1998, released 1999)
- Rachmaninov – Piano Concerto No. 3 & Solo Piano Works (2000)
- Schubert – Piano Sonatas (2002)
- Tchaikovsky – Piano Concerto No. 1 / Rachmaninov – Solo Piano Works (2003)
- Volodos plays Liszt (2007)